# Arctia syltica
Arctia syltica är en fjärilsart som beskrevs av Wern. Arctia syltica ingår i släktet Arctia och familjen björnspinnare. Inga underarter finns listade i Catalogue of Life.